# Wanda Maximoff (Universo cinematográfico de Marvel)
Wanda Maximoff es un personaje ficticio interpretada por Elizabeth Olsen en la franquicia del Universo cinematográfico de Marvel (UCM), basado en la antiheroína de Marvel Comics del mismo nombre. Wanda fue representada como una refugiada sokoviana que, junto con su hermano gemelo Pietro, se ofrece como voluntaria para que Hydra experimente con ella. La Gema de la Mente amplifica sus habilidades naturales de manipulación de energía y telequinética conocidas como Magia del Caos. Wanda inicialmente entra en conflicto con Los Vengadores, pero luego se une a ellos y se convierte en uno de los miembros más poderosos (después de su desarrollo el más poderoso). Ella desarrolla una relación romántica con Visión, y después de su muerte y el Blip, Wanda se vuelve mentalmente inestable y usa sus habilidades para manipular a todo un pueblo en una realidad falsa que crea a su gusto. Esto la pone en conflicto con S.W.O.R.D. y Agatha Harkness, lo que la hizo finalmente liberar a la ciudad y aprovechar sus poderes latentes cuando asume el antiguo título de la Bruja Escarlata.
Poco después, utiliza el Darkhold en un esfuerzo por localizar versiones alternativas de sus hijos, Billy y Tommy, a quienes “creó” en su falsa realidad. Corrompida por el libro, intenta capturar a América Chávez para extraer sus poderes para ir a un universo en donde esté con sus hijos, poco después sus planes cambiaron y quería utilizar los poderes de América para apoderarse del multiverso, chocando con Stephen Strange y los Maestros de las Artes Místicas. Usando un hechizo conocido como caminar en sueños, Wanda posee una de sus contrapartes de la Tierra-838 y asesina a la mayoría de los Illuminati antes de que se rompa su control sobre Wanda de 838. Finalmente, al darse cuenta del daño que ha causado, destruye todas las copias de Darkhold en el multiverso y colapsa el Monte Wundagore sobre sí misma, aparentemente sacrificándose para salvar el multiverso. 
Wanda fue presentada en un cameo no acreditado durante la película Captain America: The Winter Soldier (2014) y hasta 2022 ha aparecido en seis películas dentro de la serie. Tiene un papel principal en la miniserie WandaVision (2021), así como en Doctor Strange en el multiverso de la locura (2022).Versiones alternativas de Wanda aparecen en la serie animada What If...? (2021, 2023), Doctor Strange en el multiverso de la locura y la próxima serie Marvel Zombies (2025). La interpretación de Olsen del personaje ha sido bien recibida y ha ganado varios elogios por su actuación, en particular, fue nominada para un premio Primetime Emmy en 2021 y un Globo de Oro en 2022.

## Trasfondo
Bruja Escarlata debutó, junto con su hermano, Quicksilver, como parte de la Hermandad de Mutantes malvados en X-Men #4 (marzo de 1964). Fueron representados como villanos reacios, desinteresados en las ideologías de Magneto. Bruja Escarlata fue representada como introvertida y desdeñosa con sus compañeros de equipo. Stan Lee, autor del cómic de Los Vengadores, compuso el equipo de los héroes más destacados de Marvel. Sin embargo, en algún momento alteró la lista del equipo, eliminando a todos menos al Capitán América, y agregó villanos de otros cómics: la Bruja Escarlata y Quicksilver de los X-Men, y Ojo de Halcón de las aventuras de Iron Man en Tales of Suspense. El equipo era conocido como "Cap's Kooky Quartet". Aunque fue común en años posteriores, tal cambio en la lista de un grupo de superhéroes no tenía precedentes. Su disfraz estaba compuesto principalmente por un traje de baño con tirantes, guantes de ópera, botas cortas, un leotardo que cubría su cuerpo, una capa de superhéroe y una espinilla, todo coloreado en tonos de rojo. Fue creada por Stan Lee y Jack Kirby. Bruja Escarlata ahora se convertiría en un miembro duradero del equipo.
Algunos años más tarde, el escritor de los Vengadores, Roy Thomas comenzó una relación romántica de larga duración entre la Bruja y Vision, considerando que ayudaría con el desarrollo del personaje de la serie. Seleccionó esos personajes porque solo se publicaron en el cómic de Vengadores, por lo que no interferiría con otras publicaciones.
Steve Englehart sucedió a Thomas como escritor de los Vengadores y le dio una personalidad más asertiva, eliminó Quicksilver y amplió sus poderes convirtiéndola en una aprendiz de brujería. Visión y la Bruja Escarlata se casaron en Giant-Size Avengers #4 (junio de 1975), y el final del arco de Celestial Madonna arc. La pareja protagonizó una serie limitada de 4 números, The Vision and the Scarlet Witch (1982–83), del escritor Bill Mantlo y el dibujante Rick Leonardi.

### Adaptación y apariencias
En la década de 1990, Marvel otorgó la licencia de los derechos cinematográficos de los X-Men y conceptos relacionados, como mutantes, a 20th Century Fox. Fox creó una serie de películas basada en la franquicia. Años más tarde, Marvel inició su propia franquicia cinematográfica, el Universo cinematográfico de Marvel, centrada en los personajes que no habían licenciado a otros estudios, como Los Vengadores. El núcleo principal de esta franquicia fueron los Vengadores, tanto en películas independientes como en la exitosa película Los Vengadores. Quicksilver y Bruja Escarlata fueron disputados por ambos estudios. Fox reclamaría los derechos sobre ellos porque eran mutantes e hijos de Magneto, el villano de la mayoría de sus películas, y Marvel reclamaría esos derechos porque la historia editorial de los personajes en los cómics está más asociada con los Vengadores que con los X Men. Los estudios llegaron a un acuerdo para que ambos usaran los personajes. Se hizo con la condición de que las tramas no hagan referencia a las propiedades del otro estudio: las películas de Fox no pueden mencionarlos como miembros de los Vengadores, y las películas de Marvel no pueden mencionarlos como mutantes o hijos de Magneto. A pesar de este trato, las películas de la serie Fox; X-Men, no incluían a Bruja Escarlata.
En mayo de 2013, se informó que Joss Whedon consideraba a Saoirse Ronan como su "prototipo" de actriz para el papel, pero en agosto de ese año, Elizabeth Olsen había sido elegida. Desde entonces, Olsen interpretó a Wanda Maximoff en el Universo cinematográfico de Marvel. Olsen señaló que cuando Joss Whedon le ofreció el papel, dijo:"[cuando] vayas a casa y la busques en Google, debes saber que nunca tendrás que usar lo que ella usa en los cómics". Ella apareció por primera vez junto con Quicksilver, en una escena a mitad de créditos en la película de 2014 Capitán América: El soldado de invierno como prisionera del Barón Strucker. Bruja Escarlata se convirtió en un personaje secundario en la película Avengers: Age of Ultron de 2015, donde los hermanos inicialmente conspiran junto a Ultron, pero luego se unen a los Vengadores. Posteriormente Wanda se convierte en miembro de la fracción del Capitán América en la película de 2016 Capitán América: Civil War. Olsen vuelve a interpretar el papel en la película de 2018 Avengers: Infinity War y su secuela de 2019 Avengers: Endgame y aparece en la película Doctor Strange en el multiverso de la locura. En las películas, sus poderes son habilidades telequinéticas y telepáticas obtenidas debido a su exposición a la gema de la mente.
En septiembre de 2018, se informó que Marvel Studios estaba desarrollando varias series limitadas para el servicio de transmisión de Disney, Disney+, para centrarse en los personajes de "segundo nivel" de las películas del Marvel Cinematic Universe que no tenían y era poco probable que protagonizaran sus propias películas, como la Bruja Escarlata, con Elizabeth Olsen repitiendo el papel. El título de este programa se anunció más tarde en 2018 como WandaVision, y será coprotagonizada de Paul Bettany como Visión. Estaba programada para emitirse en diciembre de 2020. Pero finalmente fue retrasada y se estrenó el 15 de enero de 2021.

## Caracterización

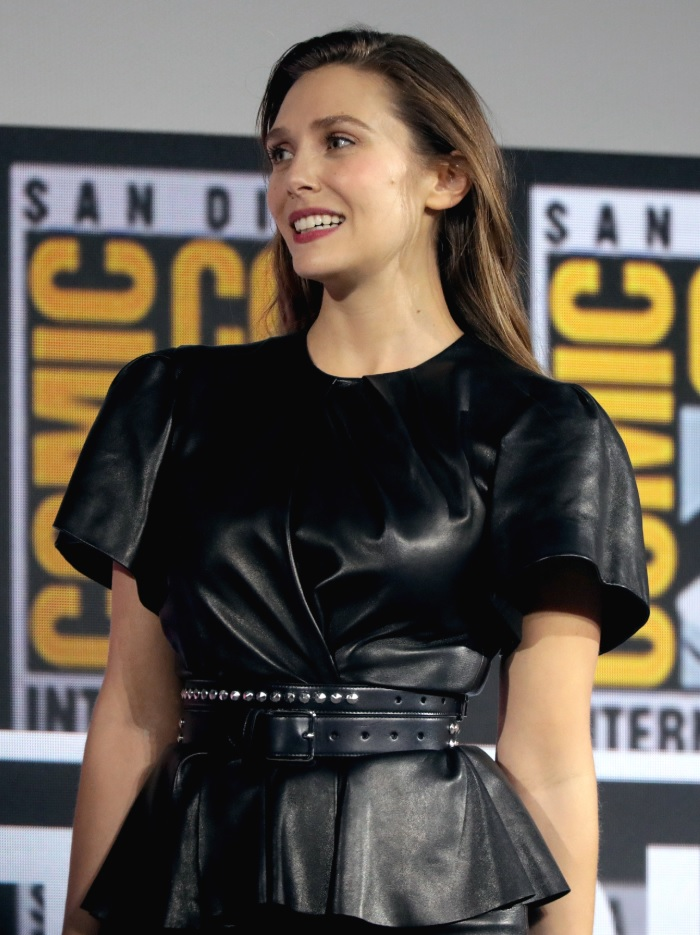
Elizabeth Olsen en la Comic-Con de 2019, promocionando Doctor Strange in the Multiverse of Madness

Maximoff se presenta por primera vez en Avengers: Age of Ultron como la hermana gemela de Quicksilver pudiendo hacer uso de la hipnosis y la telequinesis. Olsen sintió que Wanda estaba "excesivamente estimulada" en lugar de "mentalmente loca" porque "tiene una gran cantidad de conocimiento que es incapaz de aprender a controlarlo. Nadie le enseñó cómo controlarlo adecuadamente puede conectarse a este mundo y mundos paralelos al mismo tiempo y tiempos paralelos". Al describir los poderes de control mental de su personaje, Olsen dijo que el personaje puede hacer más que manipular la mente de alguien, Bruja Escarlata es capaz de "sentir y ver qué sienten" proyectando visiones que nunca han visto. Olsen amplió diciendo: "Lo que me encanta de ella es que, en tantas películas de superhéroes, las emociones se niegan un poco, pero para ella todo lo que alguien más podría sentir, como sus momentos más débiles, físicamente pasa por esa misma experiencia con ellos, lo cual es genial". Olsen recurrió a su relación con su hermano mayor y sus hermanas para prepararse para el papel, además de buscar inspiración en los cómics. Olsen reveló que Whedon se inspiró en los bailarines como una forma de representar visualmente cómo se mueve el personaje. Como tal, Olsen se entrenó principalmente con un bailarín en lugar del entrenamiento tradicional de acrobacias.
En Capitán América: Civil War, Maximoff se alía con Steve Rogers contra los acuerdos de Sokovia. De acuerdo con Olsen, el personaje está "entrando en sí misma y está comenzando a comprender y tener conflictos con la forma en que quiere usar sus habilidades". Como tal, el traje de Maximoff era "relativamente informal" y "más basado en la ropa que el superhéroe basado en "según Makovsky, ya que los rusos creían que Maximoff todavía no era un vengador en toda regla. Cuando se le preguntó sobre la relación entre su personaje y Visión en comparación con los cómics, Olsen dijo: "Aprendes un poco más sobre lo que conecta a [Scarlet y Visión] en esta película. Y creo que hay algunos momentos realmente dulces entre Paul y yo, y se trata más de cómo se relacionan entre sí y sus similitudes solo en función de sus superpoderes".
En Avengers: Infinity War, Olsen explica que Maximoff y Visión han mantenido un romance mientras Maximoff permanece escondida y están "tratando de encontrar puntos de reunión en diferentes lugares para tratar de avanzar en nuestra relación". Paul Bettany lo describió como el arco más emocional para los personajes. En los primeros borradores de Infinity War y Endgame, los guionistas hicieron que Maximoff sobreviviera al chasquido y participara de manera más sustancial en los eventos de Endgame, mientras seguía llorando a Vision, pero este ángulo finalmente se redujo porque "había obtenido tanto kilometraje e historia en el primera película que realmente no tenía nada que igualara eso en la segunda".
En WandaVision, Olsen dijo que el personaje está más en línea con la versión del cómic, incluida la representación de su enfermedad mental, mientras presenta el apodo de "Bruja Escarlata" que no se usó anteriormente en UCM. El productor ejecutivo de Marvel Studios, Kevin Feige, dijo que la serie explora el alcance y el origen de los poderes de Wanda. Olsen sintió que su "propiedad" de Wanda se fortaleció durante el desarrollo de la serie, lo que le permitió explorar nuevas partes de la personalidad del personaje, como su humor y descaro. Estaba encantada de que WandaVision se centrara en Wanda en lugar de convertirla en un personaje secundario como en las películas, y se convenció de unirse a la serie cuando Feige mencionó historias de cómics específicas de la Bruja Escarlata que inspiraron a WandaVision. Olsen fue influenciado por Mary Tyler Moore, Elizabeth Montgomery y Lucille Ball por su actuación. Michaela Russell interpreta a una joven Wanda.
Doctor Strange en el multiverso de la locura continúa con la «propiedad de Maximoff de lo que la hace única y la responsabilidad de su experiencia de vida» que comenzó en la serie WandaVision (2021), con un ejemplo de que esto es un regreso a un acento que es más fiel a su herencia sokoviana después de que algunas de las películas anteriores de UCM se trasladaron a una versión americanizada. Olsen desconocía en gran medida la historia de Multiverse of Madness mientras filmaba WandaVision y trató de asegurarse de que el papel de Maximoff en la película honrara los eventos de la serie en lugar de que la serie se viera afectada por la película. Olsen también interpreta a la contraparte de la Tierra-838 del personaje.

## Biografía ficticia del personaje

### Origen
Wanda Maximoff nació en 1989 en Sokovia, Europa del Este, sin saber que había nacido bruja y, sin saberlo, se dedicaba a la magia hexadecimal básica. Mientras crecía con su hermano gemelo Pietro y sus padres Oleg e Iryna en un pequeño apartamento durante una guerra, disfrutaba viendo comedias de situación estadounidenses, de las cuales su padre vendía cajas de DVD para que su familia pudiera practicar hablar inglés con la esperanza de emigrar a Estados Unidos. Sin embargo, Oleg e Iryna murieron cuando un misil impactó en su apartamento, mientras que Wanda y Pietro quedaron atrapados entre los escombros durante dos días. Mientras volaba un segundo misil de Industrias Stark, este nunca se disparó, ya que Wanda, sin saberlo, lanzó un hechizo de probabilidad que lo convirtió en un fracaso, aunque los gemelos vivieron con el temor de que se disparara hasta que fueron rescatados. Años más tarde, como adultos jóvenes, Wanda y Pietro se ofrecieron como voluntarios para el programa de mejora de Hydra supervisado por el barón Wolfgang von Strucker. La organización expuso a los gemelos y a muchos otros sujetos de prueba a la Gema de la Mente, siendo Wanda y Pietro los únicos supervivientes con la primera adquiriendo habilidades psíquicas mientras su magia se amplificaba enormemente.

### Convirtiéndose en heroína
En 2015, Wanda usa sus habilidades telepáticas para interferir con la incursión de los Vengadores en las instalaciones de Strucker. Poco después, Ultron recluta a Wanda y Pietro, quienes responsabilizan a Tony Stark de la muerte de sus padres por las armas de su compañía, para que lo ayuden a destruir a los Vengadores. En Johannesburgo, Wanda somete a la mayoría de los Vengadores con visiones inquietantes, pero Clint Barton la debilita. Después de esto, Ultron viaja a Seúl y usa la Gema de la Mente para esclavizar a la Dra. Helen Cho para que pueda usar su tecnología de tejido sintético, vibranio y la gema para crear un nuevo cuerpo. Cuando Ultron se sube a él, Wanda lee su mente y descubre su plan para provocar la extinción humana. Ella y Pietro se vuelven contra Ultron y unen fuerzas con Steve Rogers para detenerlo mientras los otros Vengadores capturan el cuerpo sintético. Al enterarse del plan de Stark para darle vida al cuerpo y temiendo lo que hará con él, los gemelos y Rogers se dirigen a la Torre de los Vengadores para detener a Stark, pero Thor Odinson convierte el cuerpo en "Visión". Después de que los gemelos le cuentan a los Vengadores del plan de Ultron, ellos y Visión viajan a Sokovia, donde Ultron ha usado su vibranium restante para construir una máquina capaz de levantar una gran parte de la ciudad capital hacia el cielo, con la intención de estrellarla contra la Tierra y causar un impacto global de extinción. Wanda se siente abrumada por su papel en el plan de Ultron hasta que Barton se hace su amigo y la anima a unirse a los Vengadores para detener a Ultron. Wanda se ofrece como voluntaria para proteger el núcleo de la máquina de Ultron, pero abandona su puesto para destruir el cuerpo principal de Ultron después de sentir la muerte de Pietro, lo que permite que uno de sus drones active la máquina. Visión rescata a Wanda de la ciudad que se derrumba, después de lo cual se une a los Vengadores.
Algún tiempo después, Visión visita a Wanda y la consuela por la muerte de Pietro, asegurándole que el dolor que siente por perder a su familia significa que todavía los amaba.

### Guerra Civil de los Vengadores

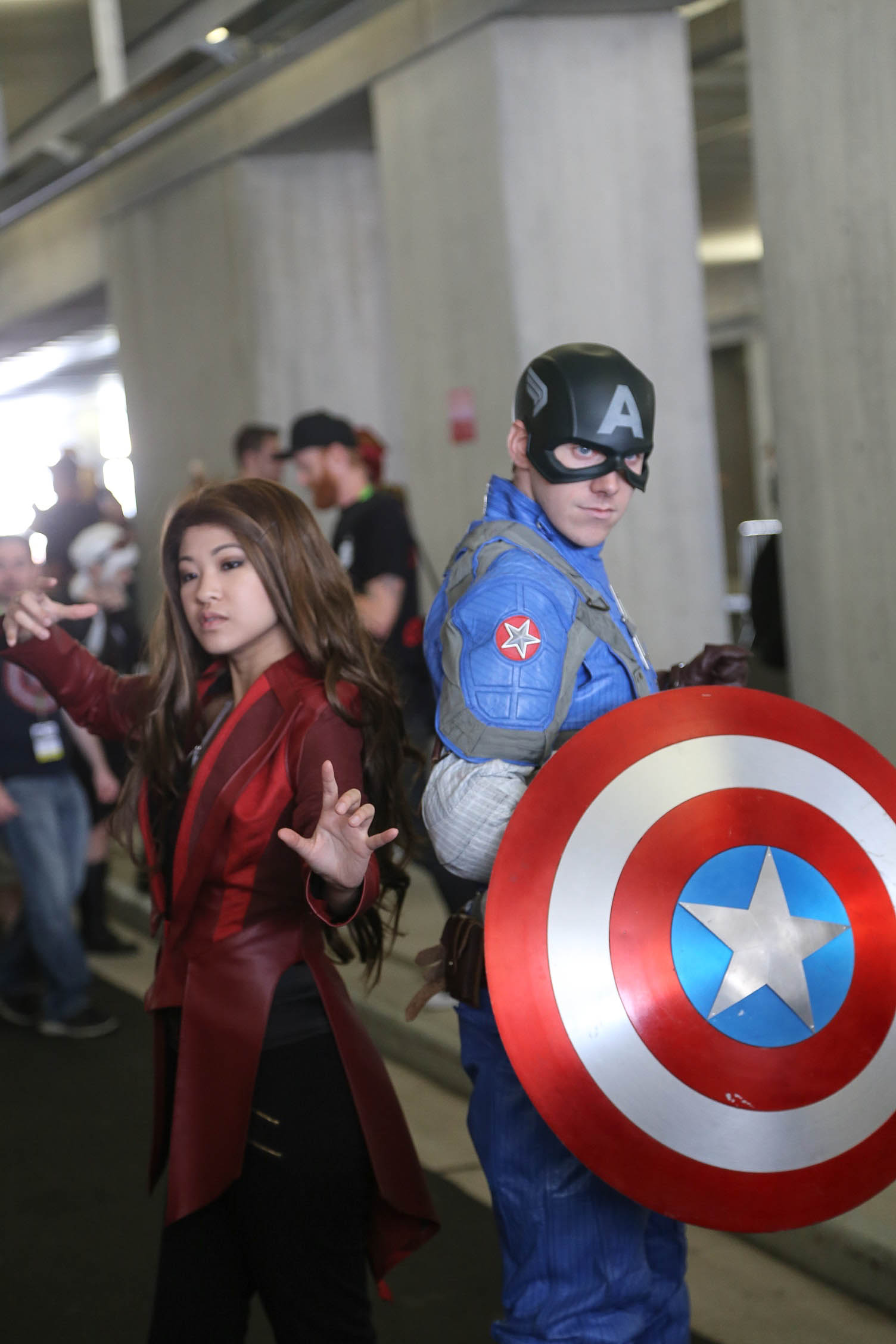
Cosplay de Wanda junto a Steve Rogers, al quien se le uniría en la Guerra Civil.

En 2016, Wanda se une a los Vengadores para evitar que Brock Rumlow robe un arma biológica de un laboratorio en Lagos. Rumlow detona su chaleco suicida en un intento de matar a Rogers, pero Wanda contiene telequinéticamente la explosión y la lanza hacia arriba, matando accidentalmente a varios trabajadores humanitarios de Wakanda, para su horror. Como resultado, el Secretario de Estado de los Estados Unidos, Thaddeus Ross, informa a los Vengadores que las Naciones Unidas (ONU) se están preparando para aprobar los Acuerdos de Sokovia, que establecerán un panel de la ONU para supervisar y controlar al equipo. Stark tiene a Wanda confinada en el Complejo de los Vengadores, donde Visión la cuida y comienzan a desarrollar sentimientos románticos el uno por el otro. Después de que Rogers y Sam Wilson se rebelan para ayudar a Bucky Barnes, envían a Barton a recoger a Wanda y Scott Lang antes de reagruparse en el aeropuerto de Leipzig/Halle, Alemania. Wanda ayuda significativamente a su equipo durante la batalla. A pesar de ser interceptados por el equipo de Stark, Rogers y Barnes escapan mientras que Wanda y el resto de los aliados de Rogers son capturados y detenidos en la Balsa hasta que Rogers finalmente los libera.

### Guerra del Infinito y resurrección
En 2018, Maximoff y Visión comenzaron una relación romántica mientras vivían fuera de la red en Edimburgo. Sin embargo, son emboscados por Proxima Midnight y Corvus Glaive, miembros de los Orden Oscura enviados para recuperar la gema de la mente. Rogers, Natasha Romanoff y Wilson los rescatan y los llevan al complejo de los Vengadores, donde Visión le pide a Wanda que destruya la gema, pero ella se niega porque lo mataría. Rogers sugiere que viajen a Wakanda, que cree que tiene los recursos para sacar la gema sin matar a Visión. Mientras Shuri trabaja para extraer la Gema de la Mente de Visión, Wanda tiene la tarea de quedarse atrás y vigilar la operación hasta que se extraiga la Gema. Sin embargo, se va para ayudar a los Vengadores en su lucha contra los Orden Oscura, matando a Midnight en el proceso. Cuando Thanos llega para recuperar la Gema de la mente, Wanda mata a regañadientes a Visión y destruye la Gema, pero Thanos usa la Gema del tiempo para revertir la acción y arrancar la Gema de la mente reparada de la frente de Visión, antes de noquear a Wanda horrorizada y activar el Guantelete del Infinito. Wanda, junto con la mitad de toda la vida en el universo, se desintegra en un evento que luego se llamaría el Blip.
Cinco años después, Wanda vuelve a la vida y se une a la batalla de los Vengadores y sus aliados contra una versión alternativa de la línea de tiempo de Thanos y su ejército. Maximoff lo confronta directamente, siendo la primera en dominarlo con éxito. Ella también ayuda a Carol Danvers y las demás heroínas mientras intenta transportar el guantelete de Stark al túnel cuántico. Al final, Stark se sacrifica para derrotar a Thanos. Una semana después, Wanda asiste al funeral de Stark y se reúne con Barton.

### Vida en Westview

#### Creando la anomalía de Westview
Al día siguiente, Maximoff va a la sede de S.W.O.R.D. en Florida para recuperar el cuerpo de Visión. Sin embargo, después de reunirse con el director interino de S.W.O.R.D., Tyler Hayward, ve a Visión siendo desmantelado y se da cuenta de que ya no puede sentirlo. Tras ello se retira de la sede y conduce a la ciudad suburbana de Westview, Nueva Jersey, para ver un lote baldío que Visión había comprado antes de morir para que los dos "envejecieran juntos". Sucumbida por el dolor, Wanda accidentalmente desata ondas de magia del caos que transforman a Westview en una falsa realidad con la temática de una comedia de situación y aísla a sus habitantes del mundo exterior a través de una barrera hexagonal. Allí ella crea una nueva versión de Visión que carece de recuerdos anteriores y comienza a vivir con él en "El Hex" como una pareja de recién casados que intentan vivir su vida suburbana ideal.
Mientras intentaba hacerse amiga de sus vecinos (dolorosamente obligados a actuar como estereotipos de comedias y alejados de sus hijos) y ocultaba sus poderes y los de Visión, Wanda quedó visiblemente embarazada. A medida que el proceso avanzaba a un ritmo acelerado, ella se encontró con Monica Rambeau, quien había sido absorbida por el Maleficio y adoptó el alias de "Geraldine", y recibió su ayuda para dar a luz a los gemelos Tommy y Billy. Sin embargo, Rambeau mencionó a Pietro y su muerte a manos de Ultrón, lo que incitó a Wanda a expulsarla telequinéticamente de Westview. Cuando Visión regresó momentos después, apareció brevemente como un cadáver antes de que Wanda lo reiniciara.

#### Conflictos con S.W.O.R.D.
Mientras los hijos de Wanda envejecen rápidamente, S.W.O.R.D. envía un dron armado a Westview para intentar matar a Wanda. Enfurecida, ella sale del Maleficio, advierte a Hayward que la deje en paz y recalca su argumento hipnotizando a sus agentes para que le apunten con sus armas. Rambeau, que empatiza con Wanda, intenta ofrecerle ayuda, pero es rechazado. De vuelta en Westview, Wanda discute acaloradamente con Visión cuando este descubre la verdad tras liberar brevemente a una de las víctimas de Wanda y leer un comunicado de S.W.O.R.D. en el trabajo. La discusión se interrumpe cuando aparece Ralph Bohner un hombre que dice ser Pietro y Wanda lo acepta brevemente en su vida. Durante el festival de Halloween del pueblo, Wanda le revela a "Pietro" que no recuerda lo que le sucedió, salvo sentirse sola y vacía, lo que aparentemente la impulsó a crear el Maleficio. Cuando Wanda se entera de que Visión ha atravesado la barrera y está muriendo, expande el Hex para salvarle la vida, y en el proceso también absorbe el puesto avanzado de S.W.O.R.D. cercano y a Darcy Lewis.

#### Batalla de Westview
Tras expandir el Maleficio, Wanda empieza a perder el control de la realidad alterada y sufre una crisis nerviosa. Rambeau regresa a Westview para advertir a Wanda del plan de Hayward de revivir y convertir a Visión en un arma, pero Wanda, furiosa, se niega a escucharla e intenta expulsarla una vez más. Cuando Rambeau se resiste a usar sus nuevos poderes, su vecina, "Agnes", la interrumpe y la lleva a su casa, donde revela su verdadera identidad como la hechicera Agatha Harkness y la obliga a revivir sus recuerdos más traumáticos para descubrir cómo creó el Maleficio, amenazando la vida de Tommy y Billy. Finalmente, Harkness la libera, burlándose de Wanda por desconocer el alcance de sus propias habilidades antes de revelar que Wanda es la legendaria "Bruja Escarlata", que posee magia del caos y es capaz de alterar la realidad espontáneamente y crear numerosos hechizos de alto nivel que se ejecutan automáticamente. Mientras Wanda lucha contra Harkness, esta absorbe su magia. Ellos son interrumpidos brevemente por la Visión de Hayward, pero la versión de Wanda lo defiende. Continuando su batalla, Harkness revela que Wanda es incluso más poderosa que el Hechicero Supremo y que está destinada a destruir el mundo como la "Presagio del Caos". Harkness libera entonces a los ciudadanos de Westview de la influencia de Wanda, permitiéndoles revelarle que su hechizo les ha estado causando su dolor reprimido y sus pesadillas. Abrumada, Wanda pierde accidentalmente el control de sus poderes una vez más y casi los estrangula a todos. Horrorizada por lo que ha hecho, Wanda desata el Hex para que los ciudadanos puedan escapar, pero lo restaura después de que su Visión, Billy y Tommy comiencen a desaparecer. Mientras los agentes invasores de S.W.O.R.D. atacan Westview, Billy y Tommy los desarman mientras Rambeau y Lewis detienen a Hayward. Mientras tanto, Wanda y Harkness reanudan su lucha. Esta última aparentemente absorbe toda la magia de Wanda, pero se da cuenta demasiado tarde de que Wanda había colocado runas protectoras en los límites del Maleficio para neutralizar la magia de Harkness. Reclamando su nueva identidad como la Bruja Escarlata, Wanda atrapa a Harkness en su identidad de Agnes antes de derribar definitivamente el Maleficio y compartir una emotiva despedida con su familia. Wanda se reúne con una compasiva Rambeau para disculparse y prometer comprender mejor sus poderes antes de huir a una remota cabaña en la ladera de una montaña, donde estudia el Darkhold para aprender más sobre sus poderes antes de escuchar a "sus hijos" pedir ayuda.

### Corrompida por el Darkhold

#### Cazando a América Chávez y redención
A finales de 2024, Wanda había sido corrompida gradualmente por el Darkhold, descubriendo el multiverso y la existencia de versiones alternativas "reales" de sus hijos en otros universos. Tras descubrir la existencia de América Chávez y su capacidad para viajar libremente por el multiverso, Wanda envía en secreto criaturas multidimensionales, incluyendo a Gargantos, para matarla, planeando apropiarse de sus poderes, viajar a una realidad alternativa donde sus hijos siguen vivos y matar y reemplazar a su propia contraparte. Cuando Stephen Strange busca la ayuda de Wanda para proteger a Chavez, ella revela accidentalmente que la conocía y que había sido ella quien la perseguía, explicándole sus planes y exigiéndole a Strange que entregara a Chavez. Strange se niega, y Wanda ataca Kamar-Taj, matando a la mayoría de sus hechiceros. El Hechicero Supremo, Wong, identifica a la Bruja Escarlata como un ser "profetizado para gobernar o destruir el multiverso".
Durante el ataque, Chavez se envía accidentalmente a sí misma y a Strange a un universo alternativo llamado Tierra-838. En su búsqueda, Wanda intenta el viaje onírico, un hechizo que consiste en poseer temporalmente versiones alternativas de sí misma en el cuerpo de otra persona. Cuando una hechicera sobreviviente, Sara, se sacrifica para destruir el Darkhold y romper el viaje onírico, Wanda obliga a Wong a guiarla a un templo dedicado a Chthon, el autor del Darkhold, en la cima del Monte Wundagore, la fuente original de los hechizos del Darkhold.
Usando la magia del templo, Wanda restablece su camino onírico y posee con éxito el cuerpo de su contraparte de Tierra-838. Luego ella irrumpe en el cuartel general de los Illuminati y masacra a la mayoría sin dudarlo, mientras Strange y Chavez escapan con la ayuda de la científica Christine Palmer. El trío entra en la Intersección Gap, un espacio entre universos, para encontrar el Libro de los Vishanti, la antítesis del Darkhold. Pero Wanda aparece, destruye el libro y se apodera de la mente de Chavez, enviando a Strange y Palmer a un universo posterior a la incursión, abriendo un portal de regreso a Tierra-616.
En el Monte Wundagore, Wanda comienza a absorber los poderes de Chávez, pero se enfrenta a un Strange que camina en sueños y la anima a creer en sí misma y usar sus poderes para abrir un portal a la Tierra-838. Tommy y Billy, al ver a Wanda estrangular a Chávez, retroceden horrorizados, huyen de ella y piden a gritos que su verdadera madre los proteja de "la bruja". Como resultado, Wanda se derrumba de dolor y, al ser asegurada por su contraparte 838 de que "serán amados", permite que Chávez, Wong y Strange se vayan antes de usar sus poderes para destruir el Monte Wundagore junto con todas las copias del Darkhold del multiverso, suicidándose en el proceso. Esto da lugar a una línea temporal ramificada donde Wanda sobrevivió y fue puesta a dormir criogénicamente en la sede de la AVT desde entonces.

## Versiones alternativas

### Brote de zombis
En un 2018 alternativo, una variante de Maximoff se encuentra entre los Vengadores que se infectan con un virus cuántico que convierte a los infectados en zombis. Visión la lleva a Camp Lehigh, Nueva Jersey, donde intenta curarla usando la gema de la mente, pero no tiene éxito debido a su magia del caos. Después de que Bucky Barnes la descubre, Maximoff se libera y ataca a los supervivientes, matando a Kurt y Okoye en el proceso. Ella se angustia después de que Visión se suicida y se involucra en una pelea contra Bruce Banner.
Más tarde, Maximoff, junto con el resto de los zombis de su universo, son transportados a otro universo por una variante de Stephen Strange para distraer y luchar contra Ultron de otro universo. Wanda se detiene, viéndolo desenmascarado y pensando que es Vision (cuyo cuerpo Ultron había estado ocupando en su propia realidad). Ella es la única sobreviviente de la explosión planetaria de la Gema del Infinito de Ultron.
Luego, ella es capturada por Strange Supremo y la mantiene cautiva en su Sanctum Infinitum. Es liberada por la Capitana Peggy Carter y, poco después, controla mentalmente a otros zombis para que ataquen a Carter y Kahhori. Durante un duelo con Kahhori, la envían a través de un portal de regreso a su universo, mientras que los zombis luego son cautivados por una variante de Hela.

### Wanda Merlín
En un universo alternativo de temática medieval, Wanda usa su Magia del Caos para transportar a la Capitana Peggy Carter de su universo al suyo. Wanda y Nick Fury hablan sobre que la Capitana Carter es la que puede salvar tanto a su reina como a su mundo. Más tarde, durante la pelea entre los guardias del Rey Thor y la tripulación de ladrones de Rogers Hood, Wanda usa sus poderes para contener la siguiente incursión. También ayuda a Carter y a la tripulación de Rogers a obtener la Gema del Tiempo del Cetro del Rey Thor y colocarla en la máquina de Tony Stark, que identifica a Rogers como el "forranger" que inadvertidamente ha estado causando las incursiones. Wanda luego es enviada de regreso a su línea de tiempo después de que Carter y Rogers deshagan la incursión.

### Tierra-838
En un 2021 alternativo, Wanda vive una vida suburbana pacífica con sus hijos Tommy y Billy. Ella está poseída por su contraparte de la Tierra-616, que está buscando a América Chávez a través del multiverso. La poseída Wanda luego mata a la mayoría de los Illuminati a sangre fría, pero finalmente se libera del hechizo. Cuando 616-Wanda regresa a través de un portal del multiverso, Wanda intenta proteger a sus asustados hijos de 616-Wanda, lo que hace que esta última reconozca el sufrimiento que ha causado y ponga fin a su búsqueda mortal de Chávez antes de suicidarse para destruir el Darkhold.

## Diferencias con los cómics

### En los cómics
Maximoff en el UCM "posee un poder drásticamente diferente al de su contraparte del cómic", habiendo sido descrita menos como una portadora de magia real y más como "un análogo de Jean Grey, dotado de poderes telepáticos y telequinéticos", con sus habilidades en el UCM se deriva al menos en parte de experimentos en los que estuvo expuesta a la gema de la mente. Hasta 2019, Magneto y otros personajes de la franquicia de X-Men no se han introducido en el UCM y, por lo tanto, no se ha mencionado la representación tradicional de Maximoff como la hija de Magneto.
Además, los gemelos Maximoff han sido representados como personajes romaníes en Marvel Comics desde 1979. Fueron étnicamente ambiguos durante los primeros 15 años de su historial de publicación, después de lo cual se demostró que habían sido adoptados y criados por una pareja romaní. Más tarde se reveló que su padre biológico era Magneto y su madre era Magda Eisenhardt, una mujer romaní que conoció en un campo de concentración durante la Segunda Guerra Mundial. En un ret-con posterior, Wanda y Pietro descubren que Magneto no era su padre después de todo, y no son mutantes. Su madre era en realidad Natalya Maximoff, la hermana biológica del padre adoptivo de los gemelos. Le pasó el título de "La Bruja Escarlata" a su hija, y se supone que el padre biológico también es de la comunidad romaní. Esto hace que los gemelos sean completamente romaníes de sangre.

### En el Universo cinematográfico de Marvel
Maximoff en el UCM inicialmente "posee un conjunto de poderes drásticamente diferente a su contraparte de cómic", habiendo sido descrita menos como una portadora de magia real y más como "una análoga de Jean Grey, dotada con poderes telepáticos y telequinéticos", con sus habilidades en la UCM se deriva al menos en parte de experimentos en los que estuvo expuesta a la gema de la mente.
En WandaVision, sin embargo, se revela que Wanda es una poderosa hechicera, la única actualmente capaz de ejercer la magia del caos. La serie explora su habilidad para manipular la realidad como su contraparte cómica. Si bien se sostiene que sus habilidades emergieron de la gema de la mente, en el UCM, ella está convencida de haber poseído la capacidad latente de ejercer la Magia del Caos desde su nacimiento, y la gema de la mente simplemente desbloqueó estas habilidades latentes, y su posterior uso persistente de la telequinesis básica, la telepatía y la hipnosis fueron aparentemente un resultado involuntario de la misma fuente mágica única.

## Poderes y habilidades
Wanda tiene la capacidad de aprovechar la magia del caos, que normalmente se presenta en telequinesis, telepatía y manipulación / proyección de energía.
En una escena posterior a los créditos de Captain America: The Winter Soldier, se la ve experimentando con sus habilidades recién obtenidas en una celda junto a su hermano, levitando bloques sólidos antes de aplastarlos con telequinesis.
Para cuando se la presenta en Avengers: Age of Ultron, se revela que los poderes de Wanda son principalmente telequinéticos y semi-telepáticos. Ella no solo puede mover objetos con su mente, sino que también puede participar en la hipnosis, induciendo imágenes en las cabezas de cuatro Vengadores. También muestra momentos de proyección de energía, incluso cuando eliminó un ejército de drones de Ultron con una ola de energía y creó escudos de energía para protegerse a sí misma y a los ciudadanos de Sokovia del fuego cruzado. Posteriormente, en el nuevo complejo de los Vengadores, se revela que aprendió a levitar.
En Capitán América: Civil War, los poderes de Wanda han avanzado y su telequinesis es lo suficientemente fuerte como para permitirle sostener los escombros de un edificio que cae y permitirle flotar en el aire. Su manipulación de energía ahora le permite, en una pelea con Visión, manipular por la fuerza su densidad controlando la Gema de la Mente.
En Avengers: Infinity War, Wanda es capaz de lanzar rayos de energía y tiene un control significativamente mejor sobre su capacidad para volar. Vision explica que debido a que los poderes de Wanda están vinculados a la gema de la mente, ella puede usar sus poderes para destruirla. También se muestra que es capaz de comunicarse telepáticamente con la gema cuando trata de averiguar por qué Vision siente dolor. Durante la batalla con las fuerzas de Thanos, Wanda puede levantar grandes trilladoras alienígenas con sus poderes y usarlas para aplastar a los Outriders. Más tarde, ella sola mantiene a raya a Thanos, que ya estaba empuñando cinco gemas del infinito, mientras que simultáneamente destruía la gema de la mente.
En su breve aparición en Avengers: Endgame, Wanda puede levantar grandes trozos de escombros del Compuesto Vengadores destruido y arrojarlo a Thanos, además de romper su espada por la mitad, que ya se había demostrado que era más fuerte que el vibranium. Ella es capaz de incapacitar telequinéticamente a Thanos mientras quita partes de su armadura en el aire en un intento de matarlo, hasta que él interrumpe sus esfuerzos ordenando un bombardeo del campo de batalla. Ella sola es capaz de eliminar una parte de las fuerzas de Thanos, así como de abrumar a un Leviatán cuando las heroínas se unen para asaltar la ruta hacia el Reino Cuántico.
La serie de acción real WandaVision explora su habilidad para deformar la realidad como su contraparte de los cómics. Wanda lanza ondas de magia del caos que accidentalmente crea un campo de fuerza CMBR reforzado (conocido como "La anomalía de Maximoff" o "El Hex") sobre la ciudad de Westview, Nueva Jersey, reescribiendo todo y a todos los que están dentro para ser parte de su propia ficción. Realidad que se presenta a sí misma como una comedia televisiva. La reescritura ocurre a nivel molecular, lo que significa que sus poderes le permiten manipular moléculas. Darcy Lewis le informa a Monica Rambeau que su ADN se está reescribiendo molecularmente después de pasar por el campo CMBR, y Rambeau desarrolla habilidades sobrehumanas relacionadas con la luz después de ingresar al campo CMBR por tercera vez. Más tarde, se revela que Wanda nació como una bruja y, sin saberlo, se dedicaría a la magia hechizada básica cuando era niña. Durante un viaje a través de sus recuerdos con Agatha, los padres de Wanda fueron asesinados por un misil en su apartamento, entró un segundo de Stark Industries. Wanda usó un hechizo de probabilidad simple para convertir el misil en un fracaso, salvándola a ella y a Pietro. Sin embargo, los dos no sabían que esto se debía a Wanda. Después de las pruebas de HYDRA con la gema de la mente, sus poderes mejoraron. Agatha le dice a Wanda que ella es la única persona que puede participar en la magia del caos, convirtiéndola en la mítica Bruja Escarlata.
Cuando comienza a luchar contra Agatha, abraza su verdadero yo, manifestando muchas nuevas habilidades mágicas como la teletransportación, el lanzamiento de runas y la absorción de poder, y sus explosiones de energía también se vuelven más concentradas. Ella tiene un control significativamente mejor sobre su magia, siendo capaz de manipular conscientemente la realidad con facilidad, como cambiar instantáneamente su ropa en su uniforme y convertir a Agatha de nuevo en 'Agnes', esta vez realmente bajo su voluntad. Más tarde se muestra a Wanda teniendo una vida aislada mientras también usa una proyección astral de sí misma estudiando el Darkhold ahora en su poder.

## Recepción
Tras el lanzamiento de Avengers: Endgame, Rachel Leishman del "sitio geek" feminista The Mary Sue escribió que Maximoff "no es el personaje más desarrollado porque a menudo está atada a un personaje masculino y muy rara vez hace algo más que matar personas accidentalmente", pero que Avengers: Infinity War proporcionó la Wanda Maximoff que entiende su ubicación entre los Vengadores y sus habilidades, y en Avengers: Endgame Maximoff "está asumiendo su posición como una de las nuevas líderes de los Vengadores". Una revisión de la miniserie de televisión subsiguiente, WandaVision, afirma que "los personajes de Olsen y Bettany a menudo fueron tratados como los calentadores de banca en un equipo de estrellas en las películas de Los Vengadores. Aquí, realmente brillan". NPR dice del personaje: "Un producto de la experimentación confuso y desconsolado, cargado de poderes que no comprende y lucha por controlar, se convierte en la Bruja Escarlata, una de las figuras más poderosas del Universo cinematográfico de Marvel".

### Reconocimientos
| Año  | Premiación                              | Categoría                                                                       | Trabajo nominado           | Resultado | Ref.   |
| ---- | --------------------------------------- | ------------------------------------------------------------------------------- | -------------------------- | --------- | ------ |
| 2018 | Teen Choice Awards                      | Mejor revelación                                                                | Avengers: Age of Ultrón    | Nominada  | [ 66 ] |
| 2016 | Teen Choice Awards                      | Mejor química (con Chris Evans, Sebastian Stan, Anthony Mackie y Jeremy Renner) | Capitán América: Civil War | Nominada  | [ 67 ] |
| 2018 | MTV Movie & TV Awards                   | Mejor pelea (con Scarlett Johansson y Danai Gurira vs Carrie Coon)              | Avengers: Infinity War     | Nominada  | [ 68 ] |
| 2018 | Teen Choice Awards                      | Mejor actriz de acción                                                          | Avengers: Infinity War     | Nominada  | [ 69 ] |
| 2021 | MTV Movie & TV Awards                   | Mejor Interpretación en un Programa                                             | WandaVision                | Ganador   | [ 70 ] |
| 2021 | MTV Movie & TV Awards                   | Mejor Pelea (compartido con Kathryn Hahn)                                       | WandaVision                | Ganador   | [ 70 ] |
| 2021 | Gold Derby TV Awards                    | Mejor actriz en serie limitada                                                  | WandaVision                | Nominada  | [ 71 ] |
| 2021 | Hollywood Critics Association TV Awards | Mejor actriz en una miniserie                                                   | WandaVision                | Nominada  | [ 72 ] |
| 2021 | Dorian TV Awards                        | Mejor actuación en una serie                                                    | WandaVision                | Nominada  | [ 73 ] |
| 2021 | Premios Emmy                            | Mejor actriz principal en miniserie                                             | WandaVision                | Nominada  | [ 74 ] |
| 2021 | Television Critics Association Awards   | Logro individual en drama                                                       | WandaVision                | Nominada  | [ 75 ] |

## Apariciones

### Películas
- Captain America: The Winter Soldier (cameo no acreditado; 2014)
- Avengers: Age of Ultron (primera aparición completa cinematográfica; 2015)
- Capitán América: Civil War (2016)
- Avengers: Infinity War (2018)
- Avengers: Endgame (2019)
- Doctor Strange en el multiverso de la locura (última aparición; 2022)

### Series
- WandaVision (primera y última aparición en serie; 2021)
- Agatha All Along (aparición de voz archivada; 2024)